# Řubřina
Řubřina är ett vattendrag i Tjeckien.   Det ligger i regionen Plzeň, i den västra delen av landet, 110 km sydväst om huvudstaden Prag.